# Первомайское сельское муниципальное образование
Первомайское сельское муниципальное образование — сельское поселение в Приютненском районе Калмыкии. Административный центр — посёлок Первомайский.

## География
Первомайское СМО расположен на юго-востоке Приютненского района и граничит на западе — с Нартинским, на севере — с Булуктинским СМО Приютненского района, на востоке с городским округом Элиста и Ики-Бурульским районом (Приманычское и Кевюдовское СМО), на юге — с Апанасенковским районом Ставропольского края.
В геологическом отношении территорию Первомайского СМО следует рассматривать как область перехода Южных Ергеней в Кумо-Манычскую впадину.

### Климат
По климатическому районированию Первомайское СМО относится к зоне резко континентального климата. Лето жаркое и очень сухое, зима малоснежная при среднем абсолютном минимуме до −28 °С. Территория поселения получает много солнечной радиации. Количество суммарной солнечной энергии около 115 ккал/см². Продолжительность солнечного сияния здесь составляет 2180—2250 часов за год. Увлажнение недостаточное. Суммарное количество осадков в среднем за год составляет в среднем 300 мм. Испаряемость колеблется от 850—900 мм. Ветра имеют преимущественно восточное и северо-восточное направление. Территория поселения периодически подвергается суховеям и засухам.

### Гидрография
На территории Первомайского СМО находится часть прибрежной зоны озера Лысый Лиман. На северо-востоке территории расположено озеро Цаган-Хаг (частично) По территории муниципального образования протекают реки Нугры и Улан-Зуха. Главным источником питания водотоков являются талые снеговые воды.

### Почвы
Хорошо развитый микрорельеф территории создаёт условия для комплексности почв. В мелких понижениях сформировались солонцы, на водоразделах — светло-каштановые почвы, которые на склонах в той или иной степени смыты. По отрицательным элементам рельефа в условиях дополнительного поверхностного увлажнения за счёт вод местного стока сформировались полугидроморфные почвы (лугово-чернозёмные, лугово-каштановые и лугово-бурые), которые по сравнению с зональными (автоморфными) почвами имеют большую мощность перегнойных горизонтов и относительно высокую гумусированность. В более выраженных депрессиях рельефа с близким уровнем залегания грунтовых вод сформировались гидроморфные почвы: луговые, лугово-болотные, болотные, солончаки, солонцы луговые.

## Население
| 2002 | 2010 | 2011 | 2012 | 2013 | 2014 | 2015 |
| ---- | ---- | ---- | ---- | ---- | ---- | ---- |
| 904  | ↘877 | ↘871 | ↘850 | ↘821 | ↘797 | ↗805 |
| 2016 | 2017 | 2018 | 2019 | 2020 | 2021 |      |
| ↘799 | ↘787 | ↘777 | ↘741 | ↘711 | ↘594 |      |

Численность населения Первомайского СМО на начало 2012 года составляет 918 человек. В муниципальном образовании преобладают мужчины — на их долю приходится 50,7 %, на долю женщин — 49,3 %. Динамика численности населения характеризуется постепенным снижением. В административном центре СМО — посёлке Первомайский проживает 75,6 % всей численности населения.
Процесс воспроизводства населения в Первомайском СМО характеризуется стабильным естественным приростом населения. При этом относительные показатели рождаемости в СМО невелики — от 7,5 до 12,8 ‰. Однако в условиях невысокого показателя смертности населения (3,3—5,3 ‰) это обеспечивает значительный относительный прирост населения на уровне 4—7 ‰. Однако, несмотря на естественный прирост, численность населения СМО постепенно снижается. Это объясняется миграционным оттоком населения, объёмы которого перекрывают положительный эффект от естественного прироста.

### Национальный состав
В Первомайском СМО проживают представители восьми народов. В этнической структуре преобладают два народа — калмыки и русские, причём их доли примерно равны — 38,6 и 39,2 % соответственно. Значительная доля приходится на даргинцев (15,5 %).

## Состав поселения
| № | Населённый пункт | Тип населённого пункта          | Население |
| - | ---------------- | ------------------------------- | --------- |
| 1 | Амтя Уста        | посёлок                         | ↘74       |
| 2 | Модта            | посёлок                         | ↗150      |
| 3 | Первомайский     | посёлок, административный центр | ↗694      |

## Экономика
Основной отраслью, в которой занято население является сельское хозяйство, представленное такими предприятиями как СПК «Первомайское», СПОК «Ленком» и КФХ «Бадня».